# نظمي جريبشي
نظمي جريبشي (بالألبانية: Nazmi Gripshi‏) (5 يوليو 1997 بدراس في ألبانيا - ) هو لاعب كرة قدم ألباني في مركز الوسط. شارك مع منتخب ألبانيا تحت 19 سنة لكرة القدم. أما مع النوادي، فقد لعب مع نادي تيوتا دورس.

## وصلات خارجية
- نظمي جريبشي على موقع الاتحاد الأوربي (الإنجليزية)
- نظمي جريبشي على موقع قاعدة بيانات كرة القدم.إي يو (الإنجليزية)
- نظمي جريبشي على موقع Soccerway.com (الإنجليزية)
- نظمي جريبشي على موقع عالم كرة القدم.نت (الإنجليزية)